# Пленницы
«Пле́нницы» (англ. Prisoners) — американский триллер 2013 года, пятый полнометражный фильм режиссёра Дени Вильнёва и сценариста Аарона Гузиковского. В главных ролях снимались Хью Джекман и Джейк Джилленхол, а также 
Виола Дэвис, Пол Дано, Терренс Ховард, Мелисса Лео, Мария Белло и Дэвид Дастмалчян в ролях второго плана.
Фильм рассказывает о похищении двух шестилетних девочек в Пенсильвании и последующих поисках преступника полицией. После того, как полиция арестовывает молодого подозреваемого и отпускает его, отец одной из дочерей берёт дело в свои руки.
Премьера состоялась на кинофестивале в Тельюрайде 30 августа 2013 года, а в прокат он вышел 20 сентября 2013 года. Фильм имел финансовый успех и успех у критиков, собрав в мировом прокате 122 миллиона долларов при производственном бюджете в 46 миллионов долларов и получив в целом положительные отзывы критиков. Он был выбран Национальным советом кинокритиков США как один из десяти лучших фильмов 2013 года, а на 86-й церемонии вручения премии «Оскар» Роджер Дикинс был номинирован на лучшую операторскую работу.

## Сюжет
В Коньерсе, штат Пенсильвания, семьи Довер и Бирч празднуют День благодарения. После ужина девочки Анна Довер и Джой Бирч пропадают после игры на припаркованном автофургоне. Детектив Локи выезжает на вызов полиции о автофургоне, соответствующем описанию, и арестовывает мужчину внутри, Алекса Джонса. Во время допроса Локи понимает, что пониженный IQ Алекса не позволяет ему спланировать похищение, и узнаёт, что в его автофургоне нет никаких улик, подтверждающих пропажу девочек. Локи находит наводки на местных сексуальных преступников и находит труп в доме священника Патрика Данна. Данн признаётся в убийстве после того, как мужчина признался в убийстве шестнадцати детей ради своей «войны с Богом».
Полиция отпускает Алекса к его тёте Холли. Убежденный в виновности Алекса, Келлер Довер, отец одной из пропавших девочек, нападает на него возле полицейского участка, где Алекс шепчет ему: «Они не плакали, пока я их не оставил». После того, как Локи не находит никаких доказательств этого, Келлер похищает Алекса и начинает пытать Алекса, чтобы получить информацию о его дочери, в пустом здании, которым владеет Келлер.
На бдении в честь девочек Локи подходит к подозрительному мужчине, который убегает. Локи публикует его набросок для сообщества. Подозреваемый пробирается в дома Берча и Довера. Грейс, жена Келлера, слышит его и звонит Локи. Он следует за Келлером до пустого здания, где Келлер утверждает, что он идет выпить, но Локи не находит Алекса. Локи выслеживает и арестовывает подозреваемого, Боба Тейлора, в его доме. Стены покрыты рисунками лабиринта, и Локи открывает ящики, заполненные змеями и окровавленной детской одеждой. Локи показывает Келлеру и родителям Берча фотографии окровавленной одежды, и они опознают несколько из них как Джой и Анны. Пока Тейлор рисует подробные лабиринты, Локи нападает на него, требуя местонахождение девочек. Тейлор хватает пистолет офицера и убивает себя. 
Келлер продолжает пытать Алекса, который загадочно говорит о лабиринте. Келлер навещает Холли, узнав, что заикание Алекса связано с детским несчастным случаем, связанным со змеями, которых держал её муж. Холли и её муж потеряли веру после того, как их сын умер от рака, и они усыновили Алекса, чтобы справиться с ситуацией. Локи сопоставляет узор лабиринта на рисунках Тейлора с ожерельем, изображающим лабиринт, которое носил труп в доме Данна. В доме Тейлора Локи сообщают, что большая часть окровавленной одежды куплена в магазине и пропитана свиной кровью. Под окном снаружи дома в Дувре Локи находит следы Тейлор и носок, совпадающий с носком Анны, который Келлер ранее опознал.
Накачанные наркотиками Анна и Джой пытаются сбежать, но это удаётся только Джой, которую находят и госпитализируют. Когда Келлер расспрашивает одурманенную Джой, она мало что помнит, но говорит ему: «Ты был там». Он тут же выбегает. Локи бросается в погоню и прибывает в здание Келлера, ожидая найти его, но вместо этого находит Алекса. Келлер идёт к Холли, чтобы найти Анну. Они разговаривают некоторое время, прежде чем Холли достает пистолет. Она объясняет, что до исчезновения её мужа (подразумевается, что это труп в подвале Данна) они похищали детей в рамках своей войны с Богом, чтобы отомстить за смерть своего сына и создать демонов из травмированных родителей. Алекс был их первым похищением, а Тейлор — вторым. Холли заключает Келлера в тайную яму во дворе, где он находит свисток своей дочери.
Локи входит в дом Холли, чтобы сообщить ей, что Алекс найден, но вместо этого находит фотографию её покойного мужа с ожерельем-лабиринтом. Понимая, что Холли — похитительница, он ищет и находит её, делающей Анне укол. В перестрелке Локи убивает Холли, но получает несерьёзное ранение в голову. Он мчится с Анной в больницу, борясь с подступающей потерей сознания. Выздоравливающие Анна и Джой навещают перевязанного Локи в его больничной палате, чтобы поблагодарить его. Позже Локи бродит по месту преступления в доме Холли, когда он слышит слабый свист.

## В ролях
| Актёр             | Роль          |
| ----------------- | ------------- |
| Хью Джекман       | Келлер Довер  |
| Джейк Джилленхол  | детектив Локи |
| Терренс Ховард    | Франклин Бирч |
| Виола Дэвис       | Нэнси Бирч    |
| Пол Дано          | Алекс Джонс   |
| Мелисса Лео       | Холли Джонс   |
| Мария Белло       | Грейс Довер   |
| Дилан Миннетт     | Ральф Довер   |
| Зои Соул          | Элайза Бирч   |
| Эрин Герасимович  | Анна Довер    |
| Кайла Дрю Симмонс | Джой Бирч     |
| Дэвид Дастмалчян  | Боб Тэйлор    |

## Съёмки
Съёмки проходили в Атланте, Коньерсе (Джорджия) и Дерби (Коннектикут).

## Производство
Аарон Гузиковски написал сценарий для Ежегодного чёрного списка 2009 года, основанный на коротком рассказе, который он написал, в котором фигурирует «отец, чей ребёнок был сбит водителем, скрывшимся с места ДТП, а затем он бросил этого парня в колодец на своём заднем дворе». Этот короткий рассказ был частично вдохновлён «Сердцем-обличителем» Эдгара Аллана По.
После того, как он написал спецификацию, многие актёры и режиссёры вошли и вышли из проекта, включая актёров Кристиана Бейла и Леонардо Ди Каприо и режиссёров Антуана Фукуа и Брайана Сингера. После того, как Дени Вильнёв был привлечён к проекту, Тимоти Шаламе безуспешно пробовался на роль; Вильнёв и Шаламе позже работали вместе в Дюне и Дюне 2.
В конечном итоге Гузиковски отдал должное продюсеру Марку Уолбергу за то, что он поставил проект на ноги, заявив: «Он сыграл решающую роль в создании фильма. Эта поддержка помогла ему получить признание». Основные съёмки начались в Джорджии в феврале 2013 года.

## Выпуск

### Рейтинг MPAA
Премьера фильма Пленницы состоялась на кинофестивале в Теллурайде 30 августа 2013 года, а 20 сентября 2013 года он был выпущен в кинотеатрах Канады и США. Первоначально фильму был присвоен рейтинг NC-17 от MPAA «за существенное тревожное содержание насилия и откровенные изображения»; после редактирования ему был присвоен рейтинг R «за тревожное содержание насилия, включая пытки и ненормативную лексику».

### Кассовые сборы
Фильм Пленницы вышел в прокат в Северной Америке 20 сентября 2013 года в 3260 кинотеатрах и собрал 20 817 053 долларов за первые выходные, собрав в среднем 6386 долларов на кинотеатр и заняв первое место в прокате. За 77 дней проката фильм собрал 61 002 302 доллара США на внутреннем рынке и 61 124 385 долларов США на международном рынке, собрав по всему миру 122 126 687 долларов США, что превышает его производственный бюджет в 46 миллионов долларов США.

## Критика
Картина была в целом положительно оценена мировыми кинокритиками, отмечавшими успешный саспенс и крепкие актёрские работы (в особенности, Джекмана и Джилленхола). На сайте Rotten Tomatoes на январь 2025 года  рейтинг фильма составляет 81 % на основе 250 рецензий со средней оценкой 7,0 балла из 10.

## Награды и номинации
- 2014 — номинация на премию «Оскар» за лучшую операторскую работу (Роджер Дикинс)
- 2014 — премия «Сатурн» за лучший грим (Дональд Моуэт), а также 2 номинации: лучший триллер, лучшая женская роль второго плана (Мелисса Лео)
- 2014 — три номинации на премию «Спутник»: лучшая мужская роль второго плана (Джейк Джилленхол), лучшая операторская работа (Роджер Дикинс), лучший монтаж (Гэри Роуч, Джоэл Кокс)
- 2014 — номинация на премию «Выбор критиков» за лучшую операторскую работу (Роджер Дикинс)
- 2013 — приз Голливудского кинофестиваля за лучшую мужскую роль второго плана (Джейк Джилленхол)[13]
- 2013 — премия Национального совета кинокритиков США за лучший актёрский состав, а также попадание в десятку лучших фильмов года